# Каньшино (Жуковский район)
Каньшино — деревня в Жуковском районе Калужской области России. Входит в состав сельского поселения «Село Высокиничи».

## География
Расположена недалеко от реки Паж, на берегу безымянной речки, в XVIII веке называемой Свинец. 
Рядом — Зыбаловка, Нестеровка.

## История
В 1593/94, затем в 1627/29 годах, деревня Каншино — вотчина Троице-Сергиева монастыря.
В 1640 году деревня отходит к князю Борису Александровичу Репнину.
В 1678 году Каншино в списке поместий Оболенского уезда.
До 1775 входила в Оболенский уезд Московской провинции Московской губернии, после относилась к  Малоярославецкому уезду Калужского наместничества, затем губернии.
В 1782 году — во владении Коллегии экономии, до этого — графов Орловых, до этого — в собственности казны, ранее — Репниных.
В 1891 году деревня Каньшино входила в Авчининскую волость Малоярославецкого уезда .

## Население
| 2002 | 2010 |
| ---- | ---- |
| 8    | ↘1   |